# Jutta Urpilainen
Jutta Pauliina Urpilainen (Lapua, 4 augustus 1975) is een Fins politica.
Urpilainen was van 22 juni 2011 tot 6 juni 2014 de minister van Financiën van Finland en tot 9 mei 2014 partijleider van de Finse SDP. Sinds 1 december 2019 is zij Europees Commissaris namens Finland in de commissie van Ursula von der Leyen.
Josep Borrell · 
Thierry Breton (tot 16 september 2024) · 
Helena Dalli · 
Valdis Dombrovskis · 
Elisa Ferreira · 
Marija Gabriel (tot 15 mei 2023) · 
Paolo Gentiloni ·  
Johannes Hahn · 
Iliana Ivanova (vanaf 19 september 2023) · 
Ylva Johansson · 
Věra Jourová · 
Wopke Hoekstra (vanaf 5 oktober 2023) · 
Phil Hogan (tot 26 augustus 2020) · 
Stella Kyriakidou · 
Janez Lenarčič · 
Ursula von der Leyen · 
Mairead McGuinness (vanaf 12 oktober 2020) · 
Didier Reynders · 
Margarítis Schinás · 
Nicolas Schmit · 
Maroš Šefčovič · 
Kadri Simson · 
Virginijus Sinkevičius · 
Dubravka Šuica · 
Frans Timmermans (tot 22 augustus 2023) ·   
Jutta Urpilainen · 
Adina-Ioana Vălean · 
Olivér Várhelyi · 
Margrethe Vestager · 
Janusz Wojciechowski
- Gemeinsame Normdatei: 119444606X
- International Standard Name Identifier: 0000 0003 7588 4210
- Library of Congress Control Number: n2012044046
- Virtual International Authority File: 252833045
- WorldCat: E39PBJvHgGMrP6cFTbQDffDg8C